# Muksu
Der Muksu ist der linke Quellfluss des Surchob im Nordosten Tadschikistans.
Der Muksu entsteht am Zusammenfluss von Seldara (links) und Sauksai (rechts). Die beiden Quellflüsse entspringen am Fedtschenko-Gletscher bzw. im Transalaigebirge am Pik Lenin. Der Muksu fließt in westlicher Richtung durch den Nordwestteil des Pamirgebirges und trifft nach 88 km auf den Kysylsuu (Kysylsu). Beide Flüssen vereinigen sich zum Surchob, dem rechten Quellfluss des Wachsch. Der Muksu entwässert ein Areal von 7070 km². Der mittlere Abfluss beträgt 100 m³/s. Zwischen Ende Mai und Anfang Oktober führt der Fluss Hochwasser.